# The Final Cut (песен)
The Final Cut е песен на английската прогресив рок група „Пинк Флойд“, написана от Роджър Уотърс и издадена като десета песена в дванадесетия студиен албум на групата The Final Cut (1983).
Песента разказва за изолацията, депресията, сексуалната репресия и отхвърлянето на мъжа. В края на песента той прави опит за самоубийство, но „никога не е имал смелост да направи окончателния разрез“. Думите „зад стената“ в песента са замъглени с изстрел от пушка. Това е препратка към албума на „Пинк Флойд“ от 1979 г., The Wall и освен това песента може да бъде разказана от главния герой Пинк.
The Final Cut е една от четирите песни (заедно с The Hero's Return, One of the Few и Your Possible Pasts), използвани в The Final Cut, които преди това са извадени от The Wall. Тази песен е и във видео версията на албума The Final Cut Video EP. Песента е включена като Б-страна на промоционалния радио сингъл на Selections From The Final Cut (с Your Possible Pasts от A-страна).

## Музиканти
- Роджър Уотърс - вокали, бас китара
- Дейвид Гилмор - китара
- Ник Мейсън - барабани

с: 
- Майкъл Кеймън - пиано, хармониум, оркестрация